# Alexander Rud Mills
Alexander Rud Mills (1885 – 8 de abril de 1964) fue un prominente odinista australiano, precursor y uno de los principales promotores del renacimiento del neopaganismo germánico. Fue un reputado escritor, conferenciante y abogado. Fundó la Primera Iglesia Anglicanista de Odín.
También se le conoció por el seudónimo der Tasman Forth que usaba como escritor.

## Vida
Rud Mills nació en Forth, Tasmania, en 1885. Alrededor de 1910 se mudó a Victoria para estudiar Derecho en la Universidad de Melbourne. Mills fue admitido en la Victorian Bar en 1917. Se casó con Evelyn Louisa Price en la Holy Trinity, Iglesia de Inglaterra, Surrey Hills, Victoria, el 2 de junio de 1951. Rud Mills tenía 65 años, Evelyn 62 años. Ambos mantuvieron una larga amistad y romance ininterrumpido durante más de 30 años antes de su matrimonio. Rud Mills murió el 8 de abril de 1964, siendo enterrado en el cementerio de Ferntree Gully, Victoria. Evelyn falleció el 9 de julio de 1973 y fue enterrada con su marido.

## Odinismo
La asociación "The Odinic Rite" de Australia (ORA) es una organización sin ánimo de lucro, libre de impuestos, cuyo objetivo es perpetuar y profundizar en la obra pionera del fundador del Odinismo moderno, Alexander Rud Mills. La agencia australiana de impuestos acepta el argumento de la definición de ORA como "la continuación de <...> las creencias espirituales orgánicas y la religión de los pueblos indígenas del norte de Europa encarnadas en las Eddas, encontrando la expresión en la sabiduría y en la experiencia histórica de estos pueblos".

## Afinidades políticas y actividades
Rud Mills fue una figura política y religiosamente militante, muy activo durante su viaje a Europa entre 1931 y 1934. Profundamente desilusionado del comunismo de Rusia, el cual veía como una especie de mafia organizada. En Inglaterra asistía a reuniones de Sir Oswald Mosley y su Unión Británica de Fascistas ('British Union of Fascists'), y de Arnold Leese, dirigente de una agrupación más minoritaria y radical, la Liga Imperial Fascista ('Imperial Fascist League'), recibiendo periódicamente el boletín de Leese, The Fascist.
Cuando Red Mills tuvo que comparecer en una comisión investigadora, algunos años más tarde, comentó su convencimiento de que Leese estaba "a veces errado en sus declaraciones". Rud Mills hizo hincapié en que también recibía otros boletines como "Soviet Today" y "Jewish Chronicle".
En 1933 Mills viajó a Alemania y tuvo oportunidad de reunirse con Adolf Hitler. Según la página web de The Odinic Rite, sobre la reunión con Hitler, Red Mills simplemente escribió "Yo le ví. Hablé con él. Él no discutiría sobre mi tema." En pocas palabras, Hitler no estaba interesado en el Odinismo de Mills. En Alemania también tuvo oportunidad de reunirse con simpatizantes y seguidores, el general Erich Ludendorff, famoso estratega y héroe de la Primera Guerra Mundial que interesado en el renacimiento religioso de los nórdicos, pero Mills discrepó de Ludendorff sobre bases filosóficas.
Al regreso de Rud Mills a Australia en 1934, fundó la Iglesia Anglicanista de Odín y en 1935 el Cuerpo Australiano Racial Británico ('British Australian Racial Body'). También imprimió dos periódicos de corta vida, el Nacional Socialista (National Socialist) y El Ángulo (The Angle) como vehículos para exponer sus visiones raciales, religiosas y políticas. En 1941 se asoció con el "Movimiento Primero Australia" antibélico y proaislacionista y contribuyó en el periódico The Publicist. En The Publicist (antes de 1939) se describió a sí mismo en un manifiesto alineado por el nacional socialismo y el arianismo y contra el semitismo, y fue la voz de W.J. Miles, miembro dirigente de la Sociedad Racionalista ('Rationalist Society').

## Detención
Teniendo Rud Mills conocidas simpatías pacifistas y su asociación (pese a no ser miembro) con el Movimiento Primero Australia", no sorprendió a nadie que fuera detenido sin proceso previo bajo sospecha de anteponer los intereses australianos a los del Imperio Británico, y por ofrecer sus servicios legales a la asociación Primero Australia el 10 de marzo de 1942. Estuvo internado hasta el 17 de diciembre de 1942, siendo liberado por el tribunal sin cargos. Rud Mills fue absuelto de cualquier delito, pero no recibió compensación por su encarcelamiento.
En marzo de 1944 el parlamentario Robert Menzies, líder entonces de la oposición y posteriormente el primer ministro con más tiempo en activo de Australia, dijo: "Sucede que le conozco bastante bien <...> fue arrancado de su hogar, encarcelado y metido en un campo de internamiento <...> su asociacionismo según mis informes, con el Movimiento Primero Australia se resumió a esto: alguien que había prometido militancia con el movimiento le escribió y le pidió inscribirse, y le solicitó 10s 6d como cuota <...> conozco a este hombre y el desastre que esto le ha acarreado <...> aquí está un hombre que durante una veintena de años turbios le convirtieron con la práctica en un profesional. Le arrancaron de su hogar, como nadie debería serlo. Encarcelado en circunstancias de inmensa notoriedad. Una vez liberado, ¿qué pasó? Sin amigos, sin experiencia previa válida, sin reputación."
En el libro Patriotas despiezados ("The Puzzled Patriots") se cita el proceso de Rud Mills como una cabezonada de un oficial del ejército emplazado en el campo de internamiento de Loveday en Australia del Sur. Esta acusación fue sostenida por la esposa de Rud Mills.
Alexander Rud Mills intentó alistarse a las Fuerzas Imperiales Australianas ("Australian Imperial Forces") durante la Primera Guerra Mundial para luchar contra el Imperio Alemán y el Imperio Otomano, pero fue rechazado por motivos de salud, bajo la referencia militar núm. 65039.

## La Iglesia Anglicanista de Odín
El concepto de Rud Mills sobre Odinismo difiere en sustancia de las modernas tendencias del neopaganismo. En su texto litúrgico, Primera Guía para la Iglesia Anglicanista de Odín (The First Guide Book to the Anglecyn Church of Odin) de 1936, Mills ofrece una versión de los Diez Mandamientos que difiere ligeramente del libro Éxodo y Rud Mills formula vigilias, himnos y comunión, dejando bastante claro que basó la liturgia en la Iglesia Anglicana. No obstante, mientras que textualmente se debe a la adoración cristiana, filosóficamente expresa un fuerte sentimiento anticristiano:
<…> la religión cristiana es, en una fase al menos, una forma de propaganda judía, así como una condenación de nosotros mismos <...>
<…> nuestra cultura cristiana <...> nos ha comprado para mayor adoración del materialismo subordinado al tiempo.
<...> la religión cristiana, su doctrina e imagen, ha sido personificada y adornada con historias calculadas para apelar a ciertas debilidades del hombre.
Comentarios antisemitas pueden encontrarse igualmente a lo largo del libro. Los judíos planifican evidentemente la conquista del mundo:
<…> los judíos, generalmente hablando, reconocen la degradación y desintegración de los pueblos bajo la cultura cristiana, y en esa dirección o de otra forma tienen esperanzas de dominio sobre estos pueblos <...> y porque los judíos tratan de acelerar este proceso usando los poderes de que disponen.
<…> muchos líderes judíos han sentenciado una conquista intelectual de otros pueblos, [si ellos persuaden] a otras razas y olvidan su propia raza y sus Señores (léase dioses), y al mismo tiempo les inducen <...> a autorrenunciarse (y aceptar el lugar más bajo en el escalafón) <...> haciendo tales personas y naciones inmerecedoras de vivir y solo destinadas a ser gobernadas, antes de su extinción definitiva.
Control de los recursos mediáticos:
<...> nuestros periódicos, universidades, inalámbricos y otras agencias de noticias por el estilo (aun cuando los judíos no controlan directamente [sic]) <...> la palabra judío solo se menciona con circunspección <…>
Y una Francmasonería dominada:
<...> La Francmasonería ha sido seriamente dañada por la simple razón de prevalecer la cultura judía, en guerra contra nuestra identidad nacional y racial <...> y el espíritu racial judío <...> y la negación de la nuestra propia.
Mientras la visión que Rud Mills manifiesta, está siendo todavía reexplorada y revaluada por odinistas modernos, Rud Mills configura muchos de los conceptos de los paganos germánicos de hoy - los efectos (moral y culturalmente) corrosivos del judeocristianismo, la importancia de la eugenesia y el programa de nacimientos, los lazos individuales con la vitalidad nacional, la desgracia de la raza blanca falseando el espíritu de los antepasados, la valorización del heroísmo, la salubridad intrínseca de la libertad de expresión heterosexual, etc.

## Influencia en el neopaganismo germánico
Tras la liberación de Mills de su internamiento en 1942, continuó promoviendo su visión del Odinismo. Siguió siendo un escritor muy activo, publicando seis libros y numerosos artículos y panfletos entre 1933 y 1957 sobre temas odinistas.
A principios de la década de los 60, dos antiguos miembros de la resistencia danesa contra la ocupación nazi, ambos activistas de izquierda residentes en Canadá, Alex y Else Christensen, contactaron con la esposa de Rud Mills. Los Christensen tomaron el relevo de la Iglesia de Odín y formaron la Hermandad Odinista en 1969.
A finales de la década de los 60, un activista odinista en Londres, Stubba, formó el Comité para la restauración del Rito Odínico, recibiendo reconocimiento oficial a principios de la década de los 70 como Odinic Rite.
A principios de los años 70, un grupo de odinistas australianos, estudiantes en la Universidad de Melbourne, solicitaron garantías al fiscal general de Australia con el fin de evitar la persecución del culto si el Odinismo fuese reavivado en el país (como pasó con Rud Mills), petición concedida y garantizada. Pero hasta principios de los años 90 el movimiento Odinic Rite de Australia no obtuvo un estado de legalidad por el gobierno. Hoy, miembros de ORA participan anualmente como peregrinos a las tumbas de Rud Y Evelyn Mills.
En 1980 Kerry Raymond Bolton de Christchurch, Nueva Zelanda, junto a David Crawford, cofundador de una rama neozelandesa llamada Iglesia de Odín, ambos con antecedentes de actividades y militancia política en la extrema derecha, manifiestan que el culto a Odín que profesan es exclusivamente para blancos y más específicamente para blancos sin ascendencia judía, y que las leyes más elementales del Odinismo exigen lealtad a la raza. En 1983 Bolton abandonó la Iglesia.
Hoy, las principales iglesias que honran el legado de Rud y Evelyn Mills pertenecen al Odinic Rite del hemisferio norte, así como el Odinic Rite de Australia.